# Magnolia: Music from the Motion Picture
Magnolia: Music from the Motion Picture è un album discografico di Aimee Mann, colonna sonora del film Magnolia di Paul Thomas Anderson.

## Il disco
Il disco, uscito nel dicembre 1999, è stato per la maggior parte composto dalla cantautrice statunitense Aimee Mann. Sono presenti anche brani di Gabrielle, di Jon Brion e dei Supertramp.
Jon Brion è anche coproduttore dell'album insieme alla stessa Mann, a Brendan O'Brien, Michael Penn e altri.
Il brano Save Me ha ricevuto la nomination ai Premi Oscar 2000 nella categoria miglior canzone.

## Tracce
Le tracce 1-9 sono interpretate da Aimee Mann.
1. One – 2:53 (Harry Nilsson)
2. Momentum – 3:27 (Aimee Mann)
3. Build That Wall – 4:25 (Mann, Jon Brion)
4. Deathly – 5:28 (Mann)
5. Driving Sideways – 3:47 (Mann, Michael Lockwood)
6. You Do – 3:41 (Mann)
7. Nothing Is Good Enough (strumentale) – 3:10 (Mann)
8. Wise Up – 3:31 (Mann)
9. Save Me – 4:35 (Mann)
10. Goodbye Stranger (interpretata dai Supertramp) – 5:50 (Rick Davies, Roger Hodgson)
11. The Logical Song (interpretata dai Supertramp) – 4:07 (Davies, Hodgson)
12. Dreams (interpretata da Gabrielle) – 3:43 (Gabrielle, Tim Laws)
13. Magnolia (interpretata da Jon Brion) – 2:12 (Brion)